# Hans Abel Ficker
Johann (Hans) Abel Ficker (* 1590; † 1668 in Leubnitz) war ein kursächsischer Floßmeister und Rittergutsbesitzer. Als Unternehmer errichtete er eine Glashütte in den Schöneckischen Wäldern und war Mitbegründer des Ortes Steindöbra. Daneben war er auch Besitzer der Papiermühle und des Gut Niedersteinpleis.

## Leben
Er war der Sohn des kursächsischen Floßmeisters Peter Ficker und trat beruflich in die Fußstapfen des Vaters. Hans Abel Ficker ist der jüngere Bruder Georg Abel Fickers.
1637 erwarb er das Rittergut Leubnitz. Seine Söhne veräußerten diesen Herrensitz 1677. 
Neben seiner Tätigkeit als kursächsischer Floßaufseher und später Floßmeister war er als Unternehmer in den Grenzwäldern des Vogtlandes tätig. Mit zwei Gewerken erhielt er von Kurfürst Johann Georg I. von Sachsen am 23. Januar 1639 das Privileg zur Errichtung einer Glashütte in den Schönecker Wäldern. Aus dieser Ansiedlung ging der Ort Steindöbra bei Klingenthal hervor.
Der Papiermacher Johann Albrecht Ficker war sein Sohn.